# 356786 Shuike
356786 Shuike è un asteroide della fascia principale. Scoperto nel 2007, presenta un'orbita caratterizzata da un semiasse maggiore pari a 2,578483 UA e da un'eccentricità di 0,217668, inclinata di 10,197205° rispetto all'eclittica.
Fa parte della famiglia di asteroidi Brangäne.
Il suo nome è in onore del Nanjing Hydraulic Research Institute, che in cinese viene detto proprio Shuike.